# サンクトペテルブルク地下鉄1号線
サンクトペテルブルク地下鉄1号線（サンクトペテルブルクちかてつ1ごうせん、別名: キーロフ・ヴィボルグ線）は、サンクトペテルブルク市のヴェテラノフ　プロスペクト駅とレニングラード州フセヴォロシスク郡のジェヴャトキノ駅とを結ぶサンクトペテルブルク地下鉄の路線である。

## 概要
市南西部のキーロフスキー（キーロフ）区から、市中心部の南縁・東縁を通り、市北部のヴィボルグスキー（ヴィボルグ）区・カリーニンスキー（カリーニン）区に通じる路線である。サンクトペテルブルクの鉄道ターミナル5駅のうち4駅は、本路線の沿線にある。

## 車両
E系、Ем系の8両編成が使用されている。

## 歴史
- 1955年（昭和30年）11月15日：アフトヴォ駅 - プロシャチ ヴォスタニヤ（蜂起広場）駅間が開業。
- 1956年（昭和31年）4月30日：プーシキンスカヤ駅が開業。
- 1958年（昭和33年）6月1日：プロシャチ ヴォスタニヤ（蜂起広場）駅 - プロシャチ　レニナ（レーニン広場）駅間延伸。
- 1958年（昭和33年）9月1日：チェルヌィシェフスカヤ駅が開業。
- 1966年（昭和41年）6月1日：アフトヴォ駅 - ダチノエ駅間延伸。なおダチノエ駅はヴェテラノフ　プロスペクト駅までの線が開通するまでの仮の終着駅であった。
- 1975年（昭和50年）4月22日：プロシャチ　レニナ（レーニン広場）駅 - レスナヤ（森林）駅間延伸。
- 1975年（昭和50年）12月31日：レスナヤ（森林）駅 - アカデミチェスカヤ（アカデミー）駅間延伸。
- 1977年（昭和52年）10月5日：アフトヴォ駅 - ダチノエ駅間廃止、アフトヴォ駅 - ヴェテラノフ　プロスペクト（退役軍人大通り）駅間延伸。
- 1978年（昭和53年）12月29日：アカデミチェスカヤ駅 - コムソモリスカヤ（コムソモール）駅（現・ジェヴャトキノ駅）間延伸。
- 1992年（平成4年）7月1日：コムソモリスカヤ駅をジェヴャトキノ駅に改称。
- 1995年（平成7年）12月2日：レスナヤ（森林）駅からプロシャチ・ムジェストヴァ（勇気広場）駅までのトンネルが浸水し、この区間のトンネルが閉鎖・放棄される。再開まで代替バスが運転される。
- 2004年（平成16年）6月26日：レスナヤ（森林）駅からプロシャチ・ムジェストヴァ（勇気広場）駅までの新たなトンネルが完成し、8年半ぶりに全線を通しての運転が再開される。

## 駅一覧
- 殆どの駅はサンクトペテルブルク市に所在。ジェヴャトキノ駅のみレニングラード州に所在。

| カタカナ転写駅名                         | 日本語での意味                                  | ロシア語駅名             | 深さ(単位m) | 駅間営業キロ | 営業キロ | 接続路線                                                                  | 所在地                             |
| ---------------------------------------- | ----------------------------------------------- | ------------------------ | ----------- | ------------ | -------- | ------------------------------------------------------------------------- | ---------------------------------- |
| ヴェテラノフ プロスペクト駅              | 退役軍人大通り駅                                | Проспект Ветеранов       | 8           |              | 0.0      |                                                                           | キロフスキー（キーロフ）区         |
| レニンスキー プロスペクト駅              | レーニン大通り駅                                | Ленинский проспект       | 8           |              |          |                                                                           | キロフスキー（キーロフ）区         |
| アフトヴォ駅                             | アフトヴォ（地名）駅                            | Автово                   | 12          |              |          |                                                                           | キロフスキー（キーロフ）区         |
| キーロフスキー ザボート駅                | キーロフ工場駅                                  | Кировский завод          | 50          |              |          |                                                                           | キロフスキー（キーロフ）区         |
| ナルフスカヤ駅                           | ナルヴァ（地名）駅                              | Нарвская                 | 50          |              |          |                                                                           | キロフスキー（キーロフ）区         |
| バルチースカヤ駅                         | バルト駅                                        | Балтийская               | 40          |              |          | ロシア鉄道(バルチースキー駅)                                              | アドミラルチェイスキー（海軍省）区 |
| テフノロギチェスキー・インスティトゥト駅 | 工科大学駅                                      | Технологический институт | 40          |              |          | 地下鉄：■2号線                                                            | アドミラルチェイスキー（海軍省）区 |
| プーシキンスカヤ駅                       | プーシキン駅                                    | Пушкинская               | 57          |              |          | ロシア鉄道（ヴィチェブスキー駅） 地下鉄：■5号線（ズヴェニゴロドスカヤ駅） | アドミラルチェイスキー（海軍省）区 |
| ヴラジーミルスカヤ駅                     | ヴラジーミル駅                                  | Владимирская             | 55          |              |          | 地下鉄：■4号線（ドストエフスカヤ駅）                                      | ツェントラリヌィ（中央）区         |
| プロシャチ ヴォスタニヤ駅                | 蜂起広場駅                                      | Площадь Восстания        | 58          |              |          | ロシア鉄道（モスコーフスキー駅） 地下鉄：■3号線（マヤコフスカヤ駅）       | ツェントラリヌィ（中央）区         |
| チェルヌィシェフスカヤ駅                 | チェルヌィシェフスキー駅                        | Чернышевская             | 67          |              |          |                                                                           | ツェントラリヌィ（中央）区         |
| プロシャチ レニナ駅                      | レーニン広場駅                                  | Площадь Ленина           | 70          |              |          | ロシア鉄道（フィンリャンツキー駅（フィンランド駅））                      | カリーニンスキー（カリーニン）区   |
| ヴィボルグスカヤ駅                       | ヴィボルグ（地名）駅                            | Выборгская               | 70          |              |          |                                                                           | ヴィボルグスキー（ヴィボルグ）区   |
| レスナヤ駅                               | 森林駅                                          | Лесная                   | 64          |              |          |                                                                           | ヴィボルグスキー（ヴィボルグ）区   |
| プロシャチ ムジェトスヴァ駅              | 勇気広場駅                                      | Площадь Мужества         | 67          |              |          |                                                                           | カリーニンスキー（カリーニン）区   |
| ポリチェフニチェスカヤ駅                 | ポリテクニック(サンクトペテルブルク工科大学）駅 | Политехническая          | 65          |              |          |                                                                           | カリーニンスキー（カリーニン）区   |
| アカデミチェスカヤ駅                     | アカデミー駅                                    | Академическая            | 64          |              |          |                                                                           | カリーニンスキー（カリーニン）区   |
| グラジュダンスキー プロスペクト駅        | 市民大通り駅                                    | Гражданский проспект     | 64          |              |          |                                                                           | カリーニンスキー（カリーニン）区   |
| ジェヴャトキノ駅                         | ジェヴャトキノ（地名）駅                        | Девяткино                | 地上駅      |              | 29.6     | ロシア鉄道                                                                | フセヴォロシスク郡ムリノ村         |